# Cox Kocher

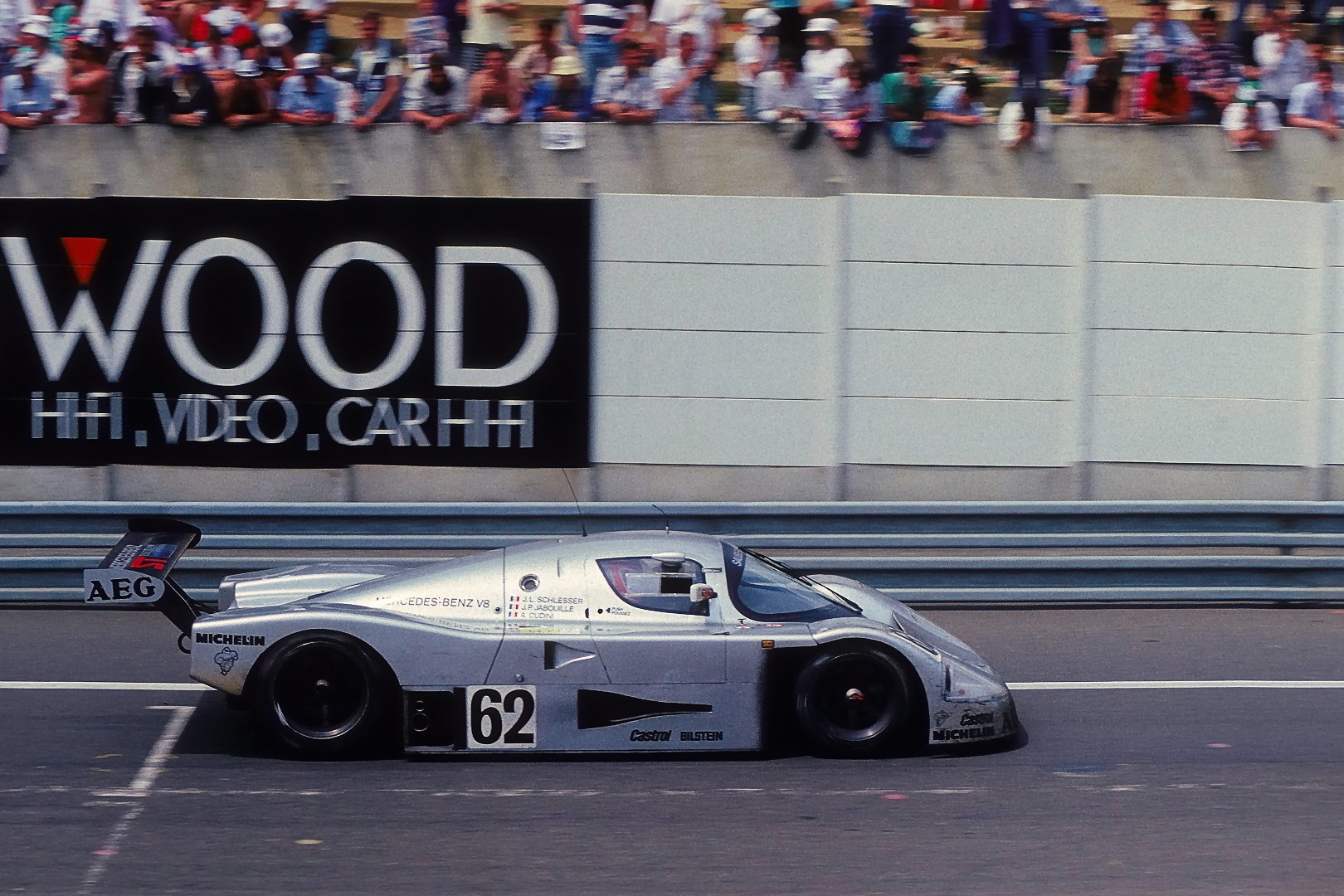
Der 1989 von Cox Kocher erworbene Sauber C9 wurde beim 24-Stunden-Rennen von Le Mans 1989 von Jean-Louis Schlesser, Jean-Pierre Jabouille und Alain Cudini gefahren

Hans-Rudolf „Cox“ Kocher (* 29. Mai 1942 in Aarau) ist ein Schweizer Unternehmer und ehemaliger Autorennfahrer.

## Karriere als Rennfahrer
Cox Kocher, der in seinem Heimatort Aarau ein Bauunternehmen betrieb, war zwischen 1965 und 1975 als Sportwagenpilot aktiv. Er bestritt Bergrennen, war in der Interserie gemeldet und war zweimal beim 24-Stunden-Rennen von Le Mans am Start: 1972 fuhr er gemeinsam mit  Herbert Müller einen De Tomaso Pantera, der nach einem Zylinderschaden ausfiel. 1973 waren Walter Brun und Jean-Pierre Aeschlimann Partner im BMW 3.0 CSL. Diesmal endete das Rennen nach einem Ventilschaden vorzeitig.
Im Besitz von Kocher befanden sich wertvolle Rennsportwagen. Dazu gehörte ein Ferrari 250 GTO und ein Sauber C9. Den Sauber, Chassisnummer C9-05, hatte er 1992 von Peter Sauber erworben und 2006 wieder verkauft.

## Statistik

### Le-Mans-Ergebnisse
| Jahr | Team                 | Fahrzeug          | Teamkollege    | Teamkollege             | Platzierung | Ausfallgrund       |
| ---- | -------------------- | ----------------- | -------------- | ----------------------- | ----------- | ------------------ |
| 1972 | Escuderia Monntjuich | De Tomaso Pantera | Herbert Müller |                         | Ausfall     | Zylinder überhitzt |
| 1973 | Wicky Racing Team    | BMW 3.0CSL        | Walter Brun    | Jean-Pierre Aeschlimann | Ausfall     | Ventilschaden      |

### Einzelergebnisse in der Sportwagen-Weltmeisterschaft
| Saison | Team                 | Rennwagen         | 1   | 2   | 3   | 4   | 5   | 6   | 7   | 8   | 9   | 10  | 11  | 12  | 13  | 14  | 15  | 16  | 17  | 18  | 19  | 20  |
| ------ | -------------------- | ----------------- | --- | --- | --- | --- | --- | --- | --- | --- | --- | --- | --- | --- | --- | --- | --- | --- | --- | --- | --- | --- |
| 1965   | Cox Kocher           | Ferrari 250 GTO   | DAY | SEB | BOL | MON | MON | RTT | TAR | SPA | NÜR | MUG | ROS | LEM | REI | BOZ | FRE | CCE | OVI | NÜR | BRI | BRI |
| 1965   | Cox Kocher           | Ferrari 250 GTO   |     |     |     |     |     |     |     |     |     |     |     |     |     | 28  |     |     |     |     |     |     |
| 1968   | Caposcarico          | Ferrari 275 GTB   | DAY | SEB | BRH | MON | TAR | NÜR | SPA | WAT | ZEL | LEM |     |     |     |     |     |     |     |     |     |     |
| 1968   | Caposcarico          | Ferrari 275 GTB   | DNF |     |     |     |     |     |     |     |     |     |     |     |     |     |     |     |     |     |     |     |
| 1971   | Herbert Müller       | Ferrari 512S      | BUA | DAY | SEB | BRH | MON | SPA | TAR | NÜR | LEM | ZEL | WAT |     |     |     |     |     |     |     |     |     |
| 1971   | Herbert Müller       | Ferrari 512S      |     |     |     |     |     | DNF |     | DNF |     |     |     |     |     |     |     |     |     |     |     |     |
| 1972   | Escuderia Monntjuich | De Tomaso Pantera | BUA | DAY | SEB | BRH | MON | SPA | TAR | NÜR | LEM | ZEL | WAT |     |     |     |     |     |     |     |     |     |
| 1972   | Escuderia Monntjuich | De Tomaso Pantera |     |     |     |     |     | DNF |     |     |     |     |     |     |     |     |     |     |     |     |     |     |
| 1973   | Wicky Racing         | BMW 3.0 CSL       | DAY | VAL | DIJ | MON | SPA | TAR | NÜR | LEM | ZEL | WAT |     |     |     |     |     |     |     |     |     |     |
| 1973   | Wicky Racing         | BMW 3.0 CSL       |     |     |     |     | DNF |     |     |     |     |     |     |     |     |     |     |     |     |     |     |     |